# 稗島町
稗島町（ひえじまちょう）は、大阪府西成郡にあった町。現在の大阪市西淀川区、此花区の各一部にあたる。

## 地理
- 淀川

## 歴史
村名は、難波八十島のひとつである「姫島」の転訛による。『日本書紀』安閑天皇2年条にある「媛島松原」の比定地で、牛の放牧が行われていたとされる。その後古代の牧は姿を消し、室町時代には「稗島」に転訛している。
1898年（明治31年）から行われた新淀川の開削工事によって南北に二分された。1925年（大正14年）の大阪市編入後に「姫島」に改称された。

### 沿革
- 1889年（明治22年）4月1日 - 西成郡稗島村単独で町村制を施行。
- 1922年（大正11年）10月1日 - 町制を施行して、稗島町となる。
- 1925年（大正14年）4月1日 - 大阪市に編入され、西淀川区姫島町となる。
- 1928年（昭和3年） - 新淀川の南側が高見町に改称。
- 1943年（昭和18年）4月1日 - 区の境界変更により、高見町が此花区に転属。
- 1949年（昭和24年） - 西淀川区姫島浜通、姫里町の新町名が起立。

## 交通

### 鉄道路線
- 阪神電気鉄道
  - 本線
    - 稗島駅（現・姫島駅）

### 道路
現在は旧町域を阪神高速3号神戸線が通過するが、当時は未開通。